# XPath
XPath er et sprog til at finde information i et XML dokument. XPath bliver brugt til at navigere mellem elementer og attributter i et XML dokument. XPath er det største element i W3C's XSL standard.